# Plan wieloletni
Plan (program) wieloletni – jeden z dwóch rodzajów krajowego planowania strategicznego (obok: planów (programów) perspektywicznych).
Plan tworzony na okres kilku lat (ok. 3-5), przedstawiający szczegółowe założenia, kierunki działań oraz metody państwa w zakresie oddziaływania na gospodarkę i osiągania wyznaczonych celów. Program wieloletni precyzuje także instrumenty, które zostaną użyte w poszczególnych sektorach i podmiotach gospodarczych, uwzględniając przy tym warunki charakterystyczne dla danego okresu. Plan wieloletni jest regulowany konkretnymi zasadami, wyznaczającymi jego budowę, uzgadnianie i akceptowanie. Zasady te regulują także kwestie uczestnictwa wszelkich organów administracji centralnej, organizacji społeczno-zawodowych, rządu, parlamentu w procesie jego realizacji.
Organem, który z reguły rozpatruje plany wieloletnie, jest parlament.
Plany wieloletnie występowały w II Rzeczypospolitej (Plan Czteroletni) i w PRL (Plan trzyletni), następnie w latach 1950-1989 – plany pięcioletnie
Obecnie występuje tendencja do wyznaczania programów wieloletnich na krótsze okresy.